# SI 기본 단위
| 기호 | 이름     | 기본량      |
| ---- | -------- | ----------- |
| s    | 초       | 시간        |
| m    | 미터     | 길이        |
| kg   | 킬로그램 | 질량        |
| A    | 암페어   | 전류        |
| K    | 켈빈     | 열역학 온도 |
| mol  | 몰       | 물질량      |
| cd   | 칸델라   | 광도        |

SI 기본 단위(SI base unit)는 현재 국제량체계로 알려진 7가지 기본량에 대해 국제단위계(SI)가 정의한 표준 단위계이다. SI 기본 단위는 다른 모든 SI 단위를 유도할 수 있는 기본 단위 집합이다. 이들 단위와 그 물리량은 시간에 대한 초, 길이 또는 거리에 대한 미터, 질량에 대한 킬로그램, 전류에 대한 암페어, 열역학 온도에 대한 켈빈, 물질량에 대한 몰, 그리고 광도에 대한 칸델라이다. SI 기본 단위는 현대 도량형학의 근본적인 부분이며, 따라서 현대 과학 기술의 토대이기도 하다.
SI 기본 단위는 과학 기술에서 흔히 사용되는 차원 해석에 의해 요구되는 상호 독립적인 차원의 집합을 형성한다.
SI 기본 단위의 이름과 기호는 소문자로 쓰지만, 사람의 이름을 딴 단위의 기호는 첫 글자를 대문자로 쓴다. 예를 들어, 미터의 기호는 m이지만, 켈빈의 기호는 K이다. 이는 켈빈 경의 이름을 땄기 때문이다. 또한, 기호 A인 암페어는 앙드레마리 앙페르의 이름을 땄다.

## 정의
2019년 5월 20일, 2019년 SI 기본 단위 개정의 마지막 조치로, BIPM은 이전의 SI 기본 단위 정의를 대체하여 다음의 새로운 정의를 공식적으로 도입했다.
| 이름     | 기호 | 측정량      | 2019년 이후 공식 정의 | 역사적 기원 / 정당화 | 차원 기호 |
| -------- | ---- | ----------- | --- | --- | --------- |
| 초       | s    | 시간        | "초(기호 s)는 SI 시간 단위이다. 세슘 주파수, ∆νCs, 즉 세슘 133 원자의 교란되지 않은 바닥 상태 초미세 전이 주파수의 고정된 숫자 값을 9192631770으로 정하고 이를 Hz 단위로 표현할 때 정의되며, 이는 s−1과 같다." | 날은 24시간으로 나뉘고, 각 시간은 60분으로 나뉘고, 각 분은 60초로 나뉜다. 1초는 날의 1 / (24 × 60 × 60)이다. 역사적으로 날은 평균 태양시로 정의되었다. 즉, 국지적 겉보기 태양 한낮의 두 successive occurrence 사이의 평균 시간이다. | T         |
| 미터     | m    | 길이        | "미터(기호 m)는 SI 길이 단위이다. 진공에서의 빛의 속력 c의 고정된 숫자 값을 299792458로 정하고 이를 m s−1 단위로 표현할 때 정의되며, 이때 초는 ∆νCs로 정의된다." | 지구의 적도에서 북극까지 파리 자오선을 따라 측정한 거리의 1 / 10000이다. | L         |
| 킬로그램 | kg   | 질량        | "킬로그램(기호 kg)은 SI 질량 단위이다. 플랑크 상수 h의 고정된 숫자 값을 6.62607015×10−34로 정하고 이를 J s 단위로 표현할 때 정의되며, 이는 kg m2 s−1과 같다. 이때 미터와 초는 c와 ∆νCs로 정의된다." | 녹는 얼음의 온도에서 물 1 리터의 질량. 1 리터는 1 입방 미터의 1천분의 1이다. | M         |
| 암페어   | A    | 전류        | "암페어(기호 A)는 SI 전류 단위이다. 기본 전하 e의 고정된 숫자 값을 1.602176634×10−19로 정하고 이를 C 단위로 표현할 때 정의되며, 이는 A s와 같다. 이때 초는 ∆νCs로 정의된다." | 원래 "국제 암페어"는 질산 은 용액에서 1초당 1.118밀리그램의 은을 침전시키는 데 필요한 전류로 전기화학적으로 정의되었다. | I         |
| 켈빈     | K    | 열역학 온도 | "켈빈(기호 K)은 SI 열역학 온도 단위이다. 볼츠만 상수 k의 고정된 숫자 값을 1.380649×10−23로 정하고 이를 J K−1 단위로 표현할 때 정의되며, 이는 kg m2 s−2 K−1과 같다. 이때 킬로그램, 미터, 초는 h, c, ∆νCs로 정의된다." | 섭씨 눈금: 켈빈 눈금은 단위 증가에 섭씨도를 사용하지만, 열역학적 눈금이다 (0 K는 절대 영도이다). | Θ         |
| 몰       | mol  | 물질량      | "몰(기호 mol)은 SI 물질량 단위이다. 1 몰은 정확히 6.022 140 76 × 1023개의 기본 입자를 포함한다. 이 숫자는 mol−1 단위로 표현될 때 아보가드로 상수, NA의 고정된 숫자 값이며, 아보가드로 수라고 불린다. 시스템의 물질량(기호 n)은 지정된 기본 입자의 개수를 측정한 것이다. 기본 입자는 원자, 분자, 이온, 전자, 기타 입자 또는 지정된 입자 그룹일 수 있다." | 원자량 또는 분자량을 몰 질량 상수, 1 g/mol로 나눈 값. | N         |
| 칸델라   | cd   | 광도        | "칸델라(기호 cd)는 주어진 방향에서의 SI 광도 단위이다. 주파수 540×1012 Hz인 단색 복사선의 발광효율, Kcd의 고정된 숫자 값을 683으로 정하고 이를 lm W−1 단위로 표현할 때 정의되며, 이는 cd sr W−1, 또는 cd sr kg−1 m−2 s3과 같다. 이때 킬로그램, 미터, 초는 h, c, ∆νCs로 정의된다."                                                                       | 표준 특성을 가진 불타는 양초에서 방출되는 빛을 기반으로 한 촉광. | J         |

## 2019년 SI 기본 단위 개정

1983년 이후, 그러나 2019년 개정 이전의 SI 체계: 기본 단위 정의의 다른 기본 단위에 대한 의존성 (예를 들어, 미터는 초의 특정 분수 시간에 빛이 이동한 거리로 정의됨)과 이를 정의하는 데 사용되는 자연 상수 및 인공물 (예: 킬로그램의 IPK 질량).

새로운 SI: 기본 단위 정의가 고정된 숫자 값을 가진 물리 상수와 동일한 상수 집합에서 유도된 다른 기본 단위에 의존하는 방식. 화살표는 일반적인 의존성 그래프와 반대 방향으로 표시된다. 즉, 이 차트에서 는 가 에 의존한다는 의미이다.

새로운 기본 단위 정의는 2018년 11월 16일에 채택되었으며, 2019년 5월 20일부터 발효되었다. 기본 단위의 정의는 1875년 미터협약 이후 여러 차례 수정되었으며, 새로운 기본 단위의 추가도 있었다. 1960년 미터의 재정의 이후, 킬로그램은 물리적 인공물에 직접적으로 정의되는 유일한 기본 단위였으며, 자연의 속성에 의해 정의되지 않았다. 이로 인해 다른 SI 기본 단위들 중 일부는 동일한 인공물의 질량을 기준으로 간접적으로 정의되었다. 몰, 암페어, 칸델라는 파리 근처 금고에 보관된 대략 골프공 크기의 백금–이리듐 원통인 국제 킬로그램 원기의 질량에 대한 정의를 통해 연결되었다.
도량형학에서는 미터가 빛의 속력으로 정의되는 것과 마찬가지로 킬로그램을 기본 상수로 정의하는 것이 오랫동안 목표였다. 제21차 국제 도량형 총회(CGPM, 1999)는 이러한 노력을 공식화하고, "킬로그램의 미래 재정의를 위해 질량 단위를 기본 상수 또는 원자 상수와 연결하는 실험을 정제하는 노력을 계속할 것"을 권고했다. 두 가지 가능성이 특히 주목받았다: 플랑크 상수와 아보가드로 상수.
2005년, 국제 도량형 위원회(CIPM)는 킬로그램, 암페어, 켈빈에 대한 새로운 정의 준비를 승인했으며, 아보가드로 상수를 기반으로 한 몰의 새로운 정의 가능성을 언급했다. 제23차 CGPM (2007)은 2011년 다음 총회까지 어떤 공식적인 변경도 연기하기로 결정했다.
2009년 10월 CIPM에 보낸 메모에서 CIPM 자문위원회-단위 (CCU) 위원장인 이안 밀스(Ian Mills)는 현재 정의에 따른 물리학 기본 상수의 불확도와 제안된 새로운 정의에 따른 그 값들을 분류했다. 그는 CIPM에 킬로그램, 암페어, 켈빈, 몰의 정의에 대한 제안된 변경 사항을 수락하여 플랑크 상수(h), 기본 전하(e), 볼츠만 상수(k), 아보가드로 상수(NA)와 같은 기본 상수의 값과 연관시키도록 촉구했다. 이 접근법은 이러한 상수들의 측정이 충분한 정확도로 달성된 후인 2018년에 승인되었다.

## 같이 보기
- 국제량체계
- SI 접두어
- 물리 상수